# سنجاب کوتوله آفریقایی
سنجاب کوتوله آفریقایی (نام علمی: Myosciurus pumilio) نام یک گونه از تیره سنجاب است.